# Copa da UEFA de 1989–90
A Copa da UEFA de 1989–90 foi a décima nona edição da Copa da UEFA, vencida pela Juventus F.C. da Itália em vitória sobre a Fiorentina no conjunto (3-1 e 0-0). Esta foi a primeira final entre dois italianos em competições internacionais da UEFA, e a terceira com dois clubes do mesmo país. A maior goleada da competição foi registrada quando o FC Sochaux venceu o Jeuness Esch por 7-0.

## Fase preliminar
| Equipe 1 | Total | Equipe 2      | 1.º jogo     | 2.º jogo     |
| -------- | ----- | ------------- | ------------ | ------------ |
| Auxerre  | 3–2   | Dinamo Zagreb | 0–1 (Report) | 3–1 (Report) |

## Primeira fase
| Equipe 1             | Total  | Equipe 2             | 1.º jogo     | 2.º jogo                 |
| -------------------- | ------ | -------------------- | ------------ | ------------------------ |
| FK Austria Wien      | 4–1    | Ajax Amsterdam       | 1–0 (Report) | 3–0 (forfeited) (Report) |
| Vitosha Sofia        | 3–4    | Royal Antwerp        | 0–0 (Report) | 3–4 (Report)             |
| Apollon Limassol     | 1–4    | Real Zaragoza        | 0–3 (Report) | 1–1 (Report)             |
| Aberdeen F.C.        | 2–2(a) | SK Rapid Wien        | 2–1 (Report) | 0–1 (Report)             |
| Hibernian F.C.       | 4–0    | Videoton FC Fehérvár | 1–0 (Report) | 3–0 (Report)             |
| Atlético Madrid      | 1–1(p) | Fiorentina           | 1–0 (Report) | 0–1 (Report)             |
| Valencia CF          | 4–2    | Victoria Bucureşti   | 3–1 (Report) | 1–1 (Report)             |
| Kuusysi Lahti        | 2–3    | Paris Saint-Germain  | 0–0 (Report) | 2–3 (Report)             |
| RoPS                 | 2–1    | GKS Katowice         | 1–1 (Report) | 1–0 (Report)             |
| Auxerre              | 8–0    | KS Apolonia Fier     | 5–0 (Report) | 3–0 (Report)             |
| Sochaux              | 12–0   | Jeunesse Esch        | 7–0 (Report) | 5–0 (Report)             |
| Iraklis Thessaloniki | 1–2    | FC Sion              | 1–0 (Report) | 0–2 (Report)             |
| Glentoran            | 1–5    | Dundee United F.C.   | 1–3 (Report) | 0–2 (Report)             |
| IA                   | 1–6    | RFC de Liège         | 0–2 (Report) | 1–4 (Report)             |
| Atalanta             | 0–2    | Spartak Moscow       | 0–0 (Report) | 0–2 (Report)             |
| Valletta             | 1–7    | First Vienna FC      | 1–4 (Report) | 0–3 (Report)             |
| Lillestrøm S.K.      | 1–5    | Werder Bremen        | 1–3 (Report) | 0–2 (Report)             |
| FC Twente            | 1–4    | Club Brugge          | 0–0 (Report) | 1–4 (Report)             |
| Górnik Zabrze        | 2–5    | Juventus             | 0–1 (Report) | 2–4 (Report)             |
| Sporting CP          | 0–0(p) | Napoli               | 0–0 (Report) | 0–0 (Report)             |
| F.C. Porto           | 4–1    | Flacăra Moreni       | 2–0 (Report) | 2–1 (Report)             |
| Köln                 | 5–1    | FC Nitra             | 4–1 (Report) | 1–0 (Report)             |
| VfB Stuttgart        | 3–2    | Feyenoord Rotterdam  | 2–0 (Report) | 1–2 (Report)             |
| Örgryte IS           | 2–7    | Hamburger SV         | 1–2 (Report) | 1–5 (Report)             |
| FC Wettingen         | 5–0    | Dundalk F.C.         | 3–0 (Report) | 2–0 (Report)             |
| Galatasaray          | 1–3    | Red Star Belgrade    | 1–1 (Report) | 0–2 (Report)             |
| Dynamo Kyiv          | 6–1    | MTK Hungaria FC      | 4–0 (Report) | 2–1 (Report)             |
| FC Zenit Leningrad   | 3–1    | Naestved BK          | 3–1 (Report) | 0–0 (Report)             |
| FK Zalgiris Vilnius  | 2–1    | IFK Goteborg         | 2–0 (Report) | 0–1 (Report)             |
| FK Rad               | 2–3    | Olympiacos           | 2–1 (Report) | 0–2 (Report)             |
| FC Karl-Marx-Stadt   | 3–2    | Boavista F.C.        | 1–0 (Report) | 2–2(aet) (Report)        |
| Hansa Rostock        | 2–7    | FC Baník Ostrava     | 2–3 (Report) | 0–4 (Report)             |

## Segunda fase
| Equipe 1            | Total  | Equipe 2            | 1.º jogo     | 2.º jogo          |
| ------------------- | ------ | ------------------- | ------------ | ----------------- |
| First Vienna FC     | 3–3(a) | Olympiacos          | 2–2 (Report) | 1–1 (Report)      |
| Royal Antwerp       | 6–3    | Dundee United F.C.  | 4–0 (Report) | 2–3 (Report)      |
| Club Brugge         | 4–6    | SK Rapid Wien       | 1–2 (Report) | 3–4 (Report)      |
| Hibernian F.C.      | 0–1    | RFC de Liège        | 0–0 (Report) | 0–1(aet) (Report) |
| Real Zaragoza       | 1–2    | Hamburger SV        | 1–0 (Report) | 0–2(aet) (Report) |
| RoPS                | 0–8    | Auxerre             | 0–5 (Report) | 0–3 (Report)      |
| Paris Saint-Germain | 1–3    | Juventus            | 0–1 (Report) | 1–2 (Report)      |
| Fiorentina          | (a)1–1 | Sochaux             | 0–0 (Report) | 1–1 (Report)      |
| F.C. Porto          | 5–4    | Valencia CF         | 3–1 (Report) | 2–3 (Report)      |
| Werder Bremen       | 5–2    | FK Austria Wien     | 5–0 (Report) | 0–2 (Report)      |
| Köln                | 3–1    | Spartak Moscow      | 3–1 (Report) | 0–0 (Report)      |
| FC Sion             | 3–5    | FC Karl-Marx-Stadt  | 2–1 (Report) | 1–4 (Report)      |
| FC Wettingen        | 1–2    | Napoli              | 0–0 (Report) | 1–2 (Report)      |
| Dynamo Kyiv         | 4–1    | FC Baník Ostrava    | 3–0 (Report) | 1–1 (Report)      |
| FC Zenit Leningrad  | 0–6    | VfB Stuttgart       | 0–1 (Report) | 0–5 (Report)      |
| Red Star Belgrade   | 5–1    | FK Zalgiris Vilnius | 4–1 (Report) | 1–0 (Report)      |

## Terceira fase
| Equipe 1          | Total  | Equipe 2           | 1.º jogo     | 2.º jogo     |
| ----------------- | ------ | ------------------ | ------------ | ------------ |
| SK Rapid Wien     | 2–3    | RFC de Liège       | 1–0 (Report) | 1–3 (Report) |
| Royal Antwerp     | 2–1    | VfB Stuttgart      | 1–0 (Report) | 1–1 (Report) |
| Olympiacos        | 1–1(a) | Auxerre            | 1–1 (Report) | 0–0 (Report) |
| Fiorentina        | 1–0    | Dynamo Kyiv        | 1–0 (Report) | 0–0 (Report) |
| Napoli            | 3–8    | Werder Bremen      | 2–3 (Report) | 1–5 (Report) |
| Juventus          | 3–1    | FC Karl-Marx-Stadt | 2–1 (Report) | 1–0 (Report) |
| Hamburger SV      | (a)2–2 | F.C. Porto         | 1–0 (Report) | 1–2 (Report) |
| Red Star Belgrade | 2–3    | Köln               | 2–0 (Report) | 0–3 (Report) |

## Quartas-de-final
| Equipe 1     | Total | Equipe 2      | 1.º jogo     | 2.º jogo     |
| ------------ | ----- | ------------- | ------------ | ------------ |
| RFC de Liège | 3–4   | Werder Bremen | 1–4 (Report) | 2–0 (Report) |
| Fiorentina   | 2–0   | Auxerre       | 1–0 (Report) | 1–0 (Report) |
| Köln         | 2–0   | Royal Antwerp | 2–0 (Report) | 0–0 (Report) |
| Hamburger SV | 2–3   | Juventus      | 0–2 (Report) | 2–1 (Report) |

## Semifinais
| Equipe 1      | Total  | Equipe 2   | 1.º jogo     | 2.º jogo     |
| ------------- | ------ | ---------- | ------------ | ------------ |
| Juventus      | 3–2    | Köln       | 3–2 (Report) | 0–0 (Report) |
| Werder Bremen | 1–1(a) | Fiorentina | 1–1 (Report) | 0–0 (Report) |

## Final
| Equipe 1 | Total | Equipe 2   | 1.º jogo     | 2.º jogo     |
| -------- | ----- | ---------- | ------------ | ------------ |
| Juventus | 3–1   | Fiorentina | 3–1 (Report) | 0–0 (Report) |